# Meteor (foguete)
Meteor é uma série de foguetes de sondagem de origem polonesa. O desenvolvimento teve início em 1962, e os lançamentos ocorreram entre 1963 e 1974.
Os modelos Meteor 1 e 2H eram mono estágio. O modelo 2K, o maior foguete civil desenvolvido na Polônia, tinha dois estágios. O modelo Meteor 3, também tinha dois estágios, sendo cada estágio composto por um motor idêntico ao do modelo Meteor 1.
|                                                            | Meteor 1 | Meteor 2H | Meteor 2K | Meteor 3 |
| ---------------------------------------------------------- | -------- | --------- | --------- | -------- |
| Apogeu                                                     | 40 km    | 68 km     | 90 km     | 65 km    |
| Empuxo                                                     | 14 kN    | 24 kN     | 52 kN     | 14 kN    |
| Diâmetro                                                   | 12 cm    | 35 cm     | 35 cm     | 12 cm    |
| Altura                                                     | 2.5 m    | 4.5 m     | 4.3 m     | 4.3 m    |
| O Meteor 2K atingiu 100 km de altitude num voo não oficial |          |           |           |          |

Os foguetes da série Meteor, foram lançados em sua maior parte, de Łeba e Ustka. Cinco deles, foram lançados de Zingst (antiga Alemanha Oriental). Foram 134 lançamentos, entre 1 de janeiro de 1963 e 6 de junho de 1974.
Acredita-se que o projeto tenha sido cancelado devido a pressões da antiga URSS, apesar de não haver provas documentais sobre isso.

## Lançamentos
Esta lista dos lançamentos do foguete Meteor ainda está incompleta.
| Número | Data                   | Local | Apogeu (km) | Modelo    | Comentários         |
| 1      | 1963                   | Leba  | 36          | Meteor 1  | Voo de teste        |
| 2      | Abril de 1965          | Leba  | 36          | Meteor 1  | Missão de Aeronomia |
| 3      | 15 de Junho de 1965    | Leba  | ?           | Meteor 1  | Missão de Aeronomia |
| 4      | 15 de Junho de 1965    | Leba  | ?           | Meteor 1  | Missão de Aeronomia |
| 5      | 16 de Junho de 1965    | Leba  | 36          | Meteor 1  | Missão de Aeronomia |
| 6      | 5 de Abril de 1967     | Leba  | 36          | Meteor 1  | Missão de Aeronomia |
| 7      | 5 de Abril de 1967     | Leba  | ?           | Meteor 1  | Missão de Aeronomia |
| 8      | 13 de Maio de 1967     | Leba  | 36          | Meteor 1  | Missão de Aeronomia |
| 9      | 1968                   | Leba  | 68          | Meteor 2H | Voo de teste        |
| 10     | 1968?                  | Leba  | 68          | Meteor 2H | Voo de teste        |
| 11     | Outubro de 1968        | Leba  | 65          | Meteor 3  | Missão de Aeronomia |
| 12     | 1969?                  | Leba  | 68          | Meteor 2H | Missão de Aeronomia |
| 13     | 1969?                  | Leba  | 68          | Meteor 2H | Missão de Aeronomia |
| 14     | 1969?                  | Leba  | 68          | Meteor 2H | Missão de Aeronomia |
| 15     | 3 de Outubro de 1969   | Leba  | 48          | Meteor 3  | Missão de Aeronomia |
| 16     | 3 de Outubro de 1969   | Leba  | 49          | Meteor 3  | Missão de Aeronomia |
| 17     | 3 de Outubro de 1969   | Leba  | 45          | Meteor 3  | Missão de Aeronomia |
| 18     | 1970?                  | Leba  | 68          | Meteor 2H | Voo de teste        |
| 19     | 10 de Julho de 1970    | Leba  | 85          | Meteor 2K | Missão de Aeronomia |
| 20     | 10 de Julho de 1970    | Leba  | 90          | Meteor 2K | Voo de teste        |
| 21     | 22 de Agosto de 1970   | Leba  | 57          | Meteor 3  | Missão de Aeronomia |
| 22     | 2 de Setembro de 1970  | Leba  | 63          | Meteor 3  | Missão de Aeronomia |
| 23     | 7 de Setembro de 1970  | Leba  | 62          | Meteor 3  | Missão de Aeronomia |
| 24     | 9 de Setembro de 1970  | Leba  | 61          | Meteor 3  | Missão de Aeronomia |
| 25     | 7 de Outubro de 1970   | Leba  | 75          | Meteor 2K | Missão de Aeronomia |
| 26     | 7 de Outubro de 1970   | Leba  | 89          | Meteor 2K | Missão de Aeronomia |
| 27     | 11 de Junho de 1973    | Leba  | 22          | Meteor 1  | Missão de Aeronomia |
| 28     | 12 de Junho de 1973    | Leba  | 23          | Meteor 1  | Missão de Aeronomia |
| 29     | 14 de Junho de 1973    | Leba  | 40          | Meteor 3  | Missão de Aeronomia |
| 30     | 15 de Junho de 1973    | Leba  | 22          | Meteor 3  | Missão de Aeronomia |
| 31     | 15 de Junho de 1973    | Leba  | 40          | Meteor 1  | Missão de Aeronomia |
| 32     | 15 de Setembro de 1973 | Leba  | 36          | Meteor 1  | Missão de Aeronomia |
| 33     | 16 de Setembro de 1973 | Leba  | 44          | Meteor 3  | Missão de Aeronomia |
| 34     | 17 de Setembro de 1973 | Leba  | 45          | Meteor 3  | Missão de Aeronomia |
| 35     | 18 de Setembro de 1973 | Leba  | 44          | Meteor 3  | Missão de Aeronomia |
| 36     | 6 de Junho de 1974     | Leba  | 65          | Meteor 3  | Missão de Aeronomia |